# Brachystephanus mannii
Espèce
Synonymes
- Oreacanthus cristalensis Champl. & Figueiredo[1]

Brachystephanus mannii C.B.Clarke est une espèce de plantes à fleurs de la famille des Acanthaceae et du genre Brachystephanus, présente en Afrique tropicale.

## Étymologie
Son épithète spécifique mannii rend hommage au botaniste Gustav Mann.

## Description
Il s'agit d'une grande herbe pouvant atteindre 200 cm de hauteur.

## Distribution
L'espèce a été observée en Angola, au Cameroun, au Gabon, en République du Congo.
Des spécimens ont été récoltés en 2015 par Vincent Droissart dans le parc national de Campo-Ma'an, aux environs des villages d'Ebianemeyong et Nyabissan, sur la piste entre la route et le campement, entre 400 et 550 m d'altitude.

## Utilisation
Les feuilles macérées dans du jus de canne à sucre seraient utilisées au Gabon pour soigner des maladies mentales (« folie »).